# マルティン・セチコフ
マルティン・ヴァレンティノフ・セチコフ（Martin Valentinov Sechkov (ブルガリア語: Мартин Сечков、1986年11月17日 - ）は、ブルガリア・キュステンディル出身の元サッカー選手。現役時代のポジションは、ディフェンダー（センターバック）。